# Wilhelm Broesel
Wilhelm Broesel (* 14. Juni 1840 in Zens; † nicht ermittelt) war ein deutscher Schriftsteller.

## Leben und Wirken
Broesel lebte in Delitzsch in der preußischen Provinz Sachsen. Er beschäftigte sich insbesondere mit Werken von Richard Wagner und publizierte darüber, teilweise im Eigenverlag.

## Schriften (Auswahl)
- Der Charakter der Senta und seine ideale Darstellung. 1885.
- Kundry. Ein Beitrag zur Auffassung der weiblichen Gestalt in Richard Wagner's Parsifal. Fritzsch, Leipzig 1888.
- Richard Wagners Senta. 1902
- Evchen Pognaer. 1906.
- Die Darstellung des Evchen in den Meistersingern von Richard Wagner. 1. im Königl. Opernhause zu Berlin, 2. im Königl. Opernhause zu Dresden, 3. im Großherzogl. Hoftheater zu Weimar, 4. im Stadttheater zu Leipzig mit Seitenblick auf Sachs und Beckmesser. Delitzsch 1908.